# Occidryas irelandi
Occidryas irelandi är en fjärilsart som beskrevs av Gunder 1929. Occidryas irelandi ingår i släktet Occidryas och familjen praktfjärilar. Inga underarter finns listade i Catalogue of Life.